# Palazzetto dello sport Huamark
Il palazzetto dello sport Huamark è un'arena coperta di Bangkok.

## Storia e descrizione
Inaugurato nel 1966 in occasione dei V Giochi asiatici e costruito su progetto della facoltà di architettura dell'università Chulalongkorn ha una capienza è di 15 000 posti. Al suo interno si svolgono attività sportive riguardanti principalmente la pallavolo, la pallacanestro, il pugilato e il calcio a 5, oltre a concerti.
La struttura ha ospitato i XIII Giochi asiatici nel 1998, i I Giochi asiatici indoor nel 2005 e alcune gare di pallavolo durante la XXIV Universiade nel 2007 e di calcio a 5 durante la FIFA Futsal World Cup 2012; ha ospitato inoltre diverse tappe del World Grand Prix di pallavolo, tra cui la fase finale nell'edizione 2016.